# 카를 베베르
카를 이바노비치 베베르(러시아어: Карл Ива́нович Ве́бер, 독일어: Carl Friedrich Theodor von Waeber 카를 프리드리히 테오도어 폰 베버[*], 문화어: 칼 웨베르, 1841년 6월 17일 ~ 1910년 1월 8일)는 러시아 제국의 외교관으로 1885년부터 1897년까지 주(駐)조선 러시아 공사로 근무하였고, 고종의 개인적인 친구이기도 했다.
'위패'(韋貝)라는 한국어 이름이 있으며, 웨베르라고 불리기도 한다.

## 외교관 생활

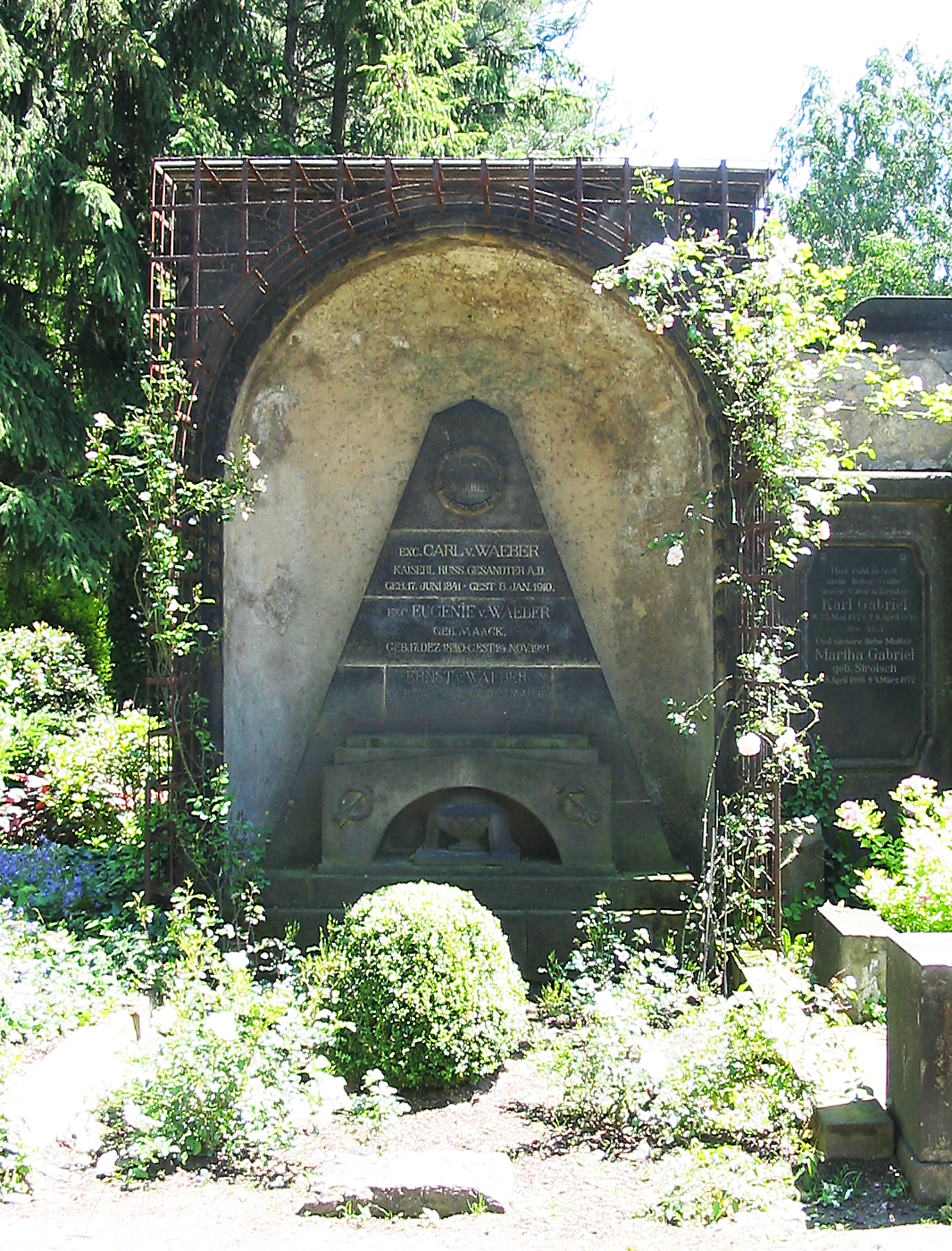
독일 작센주의 라데보일에 있는 베베르와 그의 부인과 아들의 묘

그는 상트페테르부르크 대학교를 졸업하고 바로 러시아 외무성에 들어갔다. 첫 부임지는 베이징이었고, 1882년에는 톈진의 러시아 제국 공사로 부임하였다. 그는 1884년 조로 수호 통상 조약을 체결을 할 때 서명을 했으며, 그 이듬해 한국의 첫 러시아 공사로 임명을 받아 한성에 부임하였다.
그는 을미사변의 주체를 흥선대원군이라며 진실을 은폐하고자 했던 일본에 항의하였으며, 고종에게 러시아 공사관을 피신처로 제공해 아관파천을 성공시켰다. 곧 이어 이완용을 필두로한 친러 내각을 조직하는데 큰 영향을 끼쳤다.
1895년 7월 러시아는 일본을 의식하여 베베르를 멕시코 주재 공사로 전보키로 하고 후임에는 시페이예르로 교체하기로 결정하였는데, 고종은 이 소식을 듣고 베베르를 유임시켜 달라고 편지를 써 강한 신뢰를 나타내었다. 후임인 시페이예르가 부임하기 위하여 한성에 도착했으나 주일 러시아 공사가 공석이 되어 러시아 외무성은 돌연 시페이예르를 도쿄 주재로 파견하였고, 베베르는 한성에 남게 되었다. 그는 2년간 더 서울에 머무르다가 상트페테르부르크로 돌아갔고, 1910년에 숨을 거두었다.

## 같이 보기
- 청일 전쟁
- 고무라-베베르 협정 - 1896년 5월